# Léonce Ngendakumana
 (avril 2020).
Si vous disposez d'ouvrages ou d'articles de référence ou si vous connaissez des sites web de qualité traitant du thème abordé ici, merci de compléter l'article en donnant les références utiles à sa vérifiabilité et en les liant à la section « Notes et références ».
Pour les articles homonymes, voir Ngendakumana.
Léonce Ngendakumana est un homme politique burundais, né en 1954.
Il est député de Bujumbura et président de l'Assemblée nationale de 1995 à 2002. Il est candidat à l'élection présidentielle de 2020.

## Biographie
Léonce Ngendakumana est né en 1954 dans la province de Bujumbura, dans une famille modeste.
Il se lance dans la politique dès le jeune âge[Quand ?] et participe activement dans le mouvement Bampere puis à la création de l'UBU.
Il est l'une des personnes connaissant la genèse du parti Sahwanya-Frodebu, qu'il présidera d'ailleurs à partir de 2006 après en avoir été le secrétaire général.

## Mandats électoraux
Léonce Ngendakumana a été élu député dans la circonscription de Bujumbura, puis président de l'Assemblée nationale en 1995. Un poste qu'il quittera en 2002.
Il est réélu député dans les élections de 2005. Son parti, Sahwanya-Frodebu, perd les élections, mais lui remporte un succès électoral dans la circonscription de Bujumbura.